# Cronologia biblica
La Bibbia contiene dettagliate notizie cronologiche, che consentono il calcolo approssimato del tempo trascorso fra la creazione di Adamo ed eventi databili storicamente, come la prima distruzione di Gerusalemme. In questo modo è possibile sviluppare calendari, la cui epoca (cioè l'evento iniziale) sia la creazione del mondo. Esempi sono il calendario bizantino e il calendario ebraico. In questi calendari tutte le date sono positive; non esistono cioè date individuate dal numero di anni antecedenti l'epoca del calendario.
Dato che era diffusa fra gli ebrei e poi fra i cristiani l'opinione che il mondo sarebbe durato in totale 6000 anni, la data della creazione determinava anche la data della fine del mondo e ciò aumentava l'interesse per il calcolo accurato della data.
Le prime cronologie furono sviluppate dagli ebrei a partire circa dal 105 a.C.  Ulteriori cronologie furono sviluppate sino al XIX secolo circa, dato che la grande maggioranza degli ebrei e dei cristiani credeva nella storicità letterale della Bibbia. 
Al giorno d'oggi a sostenere questa posizione restano soltanto i cosiddetti creazionisti della Terra giovane.
L'esegesi biblica ha evidenziato come i numeri nella Bibbia abbiano spesso un significato convenzionale, per cui è arbitrario pensare che gli agiografi intendessero fornire indicazioni storiche in senso proprio.

## Date della creazione ricavate dalla Bibbia
Molti autori hanno calcolato la data della creazione, ottenendo, però risultati diversi. Lo spettro delle proposte si articola su oltre 3000 anni dal 3483 a.C. al 6984. 
La maggior parte delle proposte, tuttavia, si addensa attorno a due date: il 4000 a.C. e il 5300 a.C.

### Cause di discrepanza fra le diverse datazioni
Le più importanti cause di discrepanza sono:
- La diversa scelta del testo biblico cui l'autore ha fatto riferimento. Se si segue il testo ebraico masoretico o la Vulgata latina, che dipende anch'essa dalla tradizione rabbinica, si ottiene una data di circa 4000 anni prima di Cristo. Se si adotta la Bibbia greca dei Settanta (che è la traduzione di un testo ebraico diverso, ma non meno antico di quello masoretico) si ottiene una data della creazione di circa 5300 anni prima di Cristo. Le differenze fra le due cronologie sono principalmente legate alla diversa durata del periodo fra la Creazione e la nascita di Abramo.
- Una seconda ragione di discrepanza è la durata più lunga (430 anni), che il testo masoretico sembra assegnare alla permanenza degli ebrei in Egitto rispetto alla durata specificata da quello greco o siriaco (215 anni). Anche alcuni cronografi che utilizzano il testo masoretico preferiscono la durata corta per evitare contraddizioni con altre affermazioni del testo stesso.
- Il calendario ebraico abbrevia la durata del periodo di dominio persiano in Palestina di circa 166 anni rispetto alla cronologia usuale (la durata di questo periodo non si deduce dalla Bibbia).
- L'età di Terach al momento della nascita di Abramo non è certa. Sarebbe di 70 anni se Abramo fosse stato il figlio primogenito, come credono gli ebrei. La maggioranza dei cristiani, però, utilizza una notizia degli Atti degli Apostoli secondo cui Terach aveva 130 anni.
- La datazione storica della prima distruzione del tempio di Gerusalemme (586 a.C.) è confermata dalle fonti babilonesi, ma la durata del regno di Giuda e quindi la datazione del regno di Salomone è incerta.

Si osservi inoltre che la definizione del primo anno del calendario è soggetta a una variabilità di 1 o 2 anni in relazione alla definizione del primo capodanno. Vi sono, infatti, due problemi:
- L'anno in cui nacque Adamo può essere considerato anno "0", come fa il Seder Olam Rabbah, anno "1" come vorrebbe l'uso moderno, o anno "2", come propose Maimonide e tuttora assume il calendario ebraico attuale (creazione di Adamo il giorno 1 dell'anno 2);
- La data del capodanno gregoriano o giuliano (primo gennaio) è diversa dal capodanno ebraico (1 tishri) o bizantino (primo settembre).

### Le cronologie ebraiche
La prima cronologia biblica a noi nota è quella contenuta nel Libro dei Giubilei, un'autorevole opera scritta poco prima del 105 a.C. da un fariseo. Essa copre il periodo dalla creazione all'Esodo, che viene datato al 2410 AM. In tal modo l'ingresso nella Terra Promessa si verifica nel 2450 AM, cioè esattamente dopo 50 giubilei dalla creazione del mondo.
Questa cronologia fu rivista e completata nel II secolo e.V. dal Seder Olam Rabbah, la più autorevole cronologia ebraica, che fu sostanzialmente adottata dal giudaismo rabbinico. Essa copre l'arco di tempo dalla creazione sino alla distruzione del secondo tempio, che viene collocata esattamente 10 giubilei dopo la distruzione babilonese del primo tempio. Per ottenere questo risultato, storicamente inattendibile, essa dovette accorciare drasticamente il periodo di dominazione persiana. La durata di soli 52 anni, inoltre, coincide con la durata attribuita all'esilio babilonese; una scelta forse data da obiettivi di simmetria. Questo computo della creazione, che è uno dei più brevi a causa dei 166 anni mancanti, è all'origine dell'attuale calendario ebraico.
Per l'ebraismo rabbinico, quindi, la creazione ebbe inizio il 25 Elul o il 25 Adar dell'anno 1 del calendario ebraico in modo che la creazione di Adamo, nel sesto giorno coincida con uno dei due capodanni ebraici. Adamo sarebbe stato creato, scegliendo quello di primavera, il primo giorno del mese di Nisan dell'anno 1, che corrisponde al 3 aprile del 3760 a.C.; scegliendo quello d'autunno, il primo giorno del mese di Tishri dell'anno 2, che corrisponde al 27 settembre del 3760 a.C.
Si osservi, infine, che le cronologie ebraiche, come tutte quelle basate sul testo masoretico, comprimono in pochi anni lo sviluppo delle diverse civiltà. Secondo Genesi, infatti, la confusione delle lingue avvenne "nei giorni di Peleg", un patriarca vissuto "solo" 239 anni e la cui morte il Seder Olam Rabbah data AM 1996. Quando Abramo si recò in Egitto, trovandovi una civiltà strutturata con tanto di faraone e i suoi funzionari, erano trascorsi meno di 40 anni.

### Alcune cronologie cristiane
Le datazioni più note sono:
- Datazioni basate sul testo masoretico.
  - James Ussher, arcivescovo anglicano di Armagh, nel 1654 calcolò la data del 23 ottobre 4004 a.C. utilizzando anch'egli il testo masoretico, ma correggendo la durata dell'impero persiano. Secondo Usher Gesù sarebbe nato esattamente nell'anno 4000 AM, cioè il 4 a.C. Il suo calcolo fu seguito soprattutto nei paesi protestanti e ad esso fanno riferimento in genere i creazionisti moderni. Recentemente tuttavia, la difficoltà di riconciliare una durata così breve con le scoperte dell'archeologia ha indotto anche qualche creazionista a rivalutare la cronologia più lunga esposta nella LXX.[4]
  - Altre date vicine al 4000 a.C. sono state proposte da molti studiosi, per esempio i Testimoni di Geova calcolano la data della creazione di Adamo nel 4026 a.C., mentre ritengono che ciascuno dei giorni della creazione potrebbe essere durato "migliaia d'anni" (comunque un periodo di tempo indefinito che può variare anche a milioni di anni, si consideri dunque che ciò non contrasta quanto affermato da cosmologi, geologi e biologi).[5]
- Datazione di Eusebio basata sulla  versione greca dei LXX.

Eusebio di Cesarea (ca. 265 - ca. 340), calcolò la data del 5199 a.C., data spesso utilizzata nei paesi cattolici..
Il suo calcolo fu ripreso da Dante nella Divina Commedia:
e vidi lui tornare a tutt' i lumi
de la sua strada novecento trenta
fïate, mentre ch'ïo in terra fu'mi.»
(Paradiso XXVI, 118-123)
In questo passo Adamo afferma di aver trascorso 4302 anni nel Limbo, dalla sua morte a quella di Gesù; a questi vanno sommati i 930 anni di vita di Adamo (Genesi 5,5). Poiché Gesù morì secondo Dante nel 34, si ottiene 34-4302-930=-5198, che corrisponde al 5199 a.C. dato che non esiste l'anno zero.
La datazione di Eusebio ebbe grande autorevolezza. Venne utilizzata anche dai dotti musulmani per far coincidere l'epoca del loro calendario con l'inizio del settimo millennio di anni lunari dalla creazione. Ancora nel XVII secolo fu adottata anche da María di Ágreda, la "Suora Blu" nella sua "Mystica Ciudad de Dios".
- Altre datazioni basate sulla LXX
  - La più antica datazione basata sulla LXX è ricordata da Eusebio. Egli afferma che secondo Demetrio il cronografo, uno storico attivo verso il 220 a.C. e fonte anche di Giuseppe Flavio, la creazione sarebbe avvenuta nel 5307 a.C.[10]
  - La Chiesa ortodossa, invece, poneva la data della creazione al 1º settembre 5509 a.C.[11]. In questa data inizia l'anno 1 del calendario bizantino.
  - Altre datazioni, basate sempre sulla LXX, sono: 5296 a.C. (Rabano Mauro, abate di Fulda), 5344 a.C. (Isidoro di Siviglia), 5351 a.C. (Agostino, vescovo d'Ippona), 5624 a.C. (Clemente Alessandrino), 6984 a.C. (Tavole alfonsine)[12].

## Il giorno esatto della creazione
La Genesi (cap. 1-2) narra la creazione dell'universo e di tutte le creature viventi da parte di Dio nell'arco di sei giorni. Questi giorni sono usualmente intesi come giorni o fasi in cui si articola l'opera creativa divina. Diversi commentatori antichi e moderni, però, li hanno intesi semplicemente come giorni in cui si è articolata la visione ricevuta da Mosè sul monte Sinai. Restando alla prima interpretazione:
1. nel primo giorno Dio creò il cielo e la terra e separò la luce dalle tenebre.
2. nel secondo giorno creò il firmamento.
3. nel terzo giorno separò il mare dalla terra asciutta, e creò le erbe e gli alberi da frutto.
4. nel quarto giorno creò il Sole, la Luna e le stelle.
5. nel quinto giorno creò gli animali marini e gli uccelli.
6. nel sesto giorno creò gli animali terrestri: bestiame, rettili e bestie selvatiche, dopo di che creò l'uomo e la donna.
7. nel settimo giorno Dio si riposò.

Se si crede che questo racconto sia vero in senso letterale (opinione, però contestata sin dall'antichità) e si suppone che la creazione del mondo da parte di Dio avesse avuto inizio in corrispondenza di un evento astronomico ricco di significati simbolici (per esempio l'equinozio di primavera o di autunno) diventa possibile ipotizzare anche il giorno preciso in cui iniziò la creazione del mondo.
Secondo il calendario ebraico attuale la creazione del mondo ebbe luogo nell'autunno dell'anno 1, il 25 del mese di Elul, e la creazione di Adamo ebbe luogo nel sesto giorno, la cui occorrenza è celebrata con la festa del capodanno ebraico (giorno di Rosh Hashana). Adamo quindi sarebbe nato nel giorno 1 dall'anno 2. I primi 5 giorni della creazione corrisponderebbero agli ultimi dell'anno 1 del calendario ebraico. L'anno della creazione, quindi, sarebbe il 3760 a.C., anche se l'anno 1 del calendario ebraico inizia fittiziamente con il suo capodanno teorico il 6 ottobre 3761.

### La durata dei giorni biblici fra letteratura e fisica moderna
La durata, però, dei giorni biblici, alcuni dei quali nel racconto biblico hanno luogo prima della stessa creazione del sole e della terra, è stata fonte di molte discussioni. La parola ebraica utilizzata dal testo biblico, infatti, indica genericamente un intervallo di tempo.
La convinzione che i sei giorni fossero da interpretare in senso allegorico è antichissima e compare già in una fonte autorevole come la Lettera di Barnaba, scritta fra il 70 e il 132 e perciò contemporanea alla redazione degli ultimi libri del Nuovo Testamento. Poco dopo Clemente Alessandrino introdusse l'idea di una creazione simultanea, descritta dalla Bibbia in sei giorni per pura convenienza letteraria. Origene, invece, interpretò tutto il racconto in modo esclusivamente allegorico. L'opinione di Clemente Alessandrino fu seguita anche da Sant'Agostino, che intende allegoricamente la successione e la distribuzione delle opere nei sei giorni. Anche San Tommaso d'Aquino riconobbe la legittimità di questa opinione.
Un autore che crede che fra scoperte della scienza e racconto biblico vi sia un perfetto accordo è Gerald Schroeder, fisico e teologo ebreo, che sostiene che il racconto biblico interpretato letteralmente, ma alla luce della fisica moderna, può essere fatto corrispondere sia nelle fasi che nella durata con le acquisizioni della cosmologia del Big Bang.

## Cronologia dettagliata
Si farà riferimento alle date del testo masoretico, seguito dalle moderne bibbie in lingua volgare, avvisando una seconda volta che il testo della LXX riporta date molto diverse. Le date sono nella cronologia dalla Creazione o Anno Mundi (AM), che considera l'anno di nascita di Adamo come anno epocale.

### I dieci patriarchi fino al diluvio
Genesi 5 contiene la cronologia dei patriarchi vissuti prima del Diluvio universale:
- Adamo (1-930)
- Set (130-1042)
- Enos (235-1140)
- Kenan (325-1235)
- Maalaleel (395-1290)
- Iared (460-1422)
- Enoch (622-987)
- Matusalemme (687-1656)
- Lamech (874-1651)
- Noè (1056-2006; per la data di morte vedi Genesi 9, 28-29[20])

Nel seicentesimo anno della vita di Noè, cioè nell'anno 1656 dalla Creazione, avvenne il Diluvio universale (Genesi 7, 6; 7, 11). Secondo la LXX, invece il diluvio ebbe luogo 606 anni dopo, nel 2262.

### I dieci patriarchi dopo il diluvio
Dopo il diluvio riprende l'elenco con altri nove patriarchi (Genesi 11, 10-32):
- Sem (1557-2157)[23]
- Arpacsad (1658-2096)
- Selach (1693-2126)
- Eber (1723-2187)
- Peleg (1757-1996)
- Reu (1787-2026)
- Serug (1819-2049)
- Nacor (1849-1997)
- Terach (1878-2083)

All'età di 70 anni Terach generò Abramo, Nacor e Aran (11, 26). Evidentemente questa è la data del parto del maggiore dei tre. Se il primo figlio era Abramo, questi sarebbe nato nel 1948 AM.

### Varianti della data di nascita di Abramo
La data di nascita di Abramo può essere anticipata o posticipata di due anni per i seguenti motivi:
- Sem nacque quando Noè aveva 500 anni (Genesi 5, 32[25]) e Arpacsad nacque quando Sem aveva cento anni (Genesi 11, 10[26]), perciò Arpacsad sembrerebbe essere nato nel 1656. Ne seguirebbe che anche la nascita di Abramo dovrebbe essere anticipata di due anni, come, appunto, calcolano alcuni biblisti.  La datazione tradizionale richiede di supporre che Sem sia nato alla fine del cinquecentesimo anno di Noè e Arpacsad sia nato alla fine del centesimo anno di Sem, rendendo approssimativamente vera l'affermazione che Arpacsad nacque due anni dopo il diluvio (Genesi 11, 10[27]). Alternativamente per salvare la datazione tradizionale occorrerebbe pensare che Sem sia nato dopo il cinquecentesimo anno di Noè, in quanto fratello minore di Jafet e sia elencato per primo solo perché da lui è nato il popolo ebraico. Analogamente, infatti, Isacco è citato prima di Ismaele nel primo libro delle Cronache (1 Cr 1, 28[28]). Questa ipotesi contraddice la normale traduzione di un passo biblico (Genesi 10, 21[29]), che sembra affermare che Sem è il maggiore. Il testo ebraico, però, è sufficientemente ambiguo da consentire anche la traduzione opposta (cfr. per esempio la "Nuova Diodati").
- La nascita di Abramo, invece, risulta posticipata di due anni se si ricorre a una diversa epoca del calendario, cioè se si considera che Adamo sia nato al capodanno dell'anno 2.

La nascita di Abramo, inoltre, può essere posticipata di 60 anni al 2008 AM, come fanno la maggior parte dei commentatori cristiani, accettando che Abramo abbia lasciato Carran solo dopo la morte del padre, come sembrerebbe naturale dal fluire della narrazione e come affermato esplicitamente negli Atti degli apostoli (Atti 7, 4). La contraddizione con Genesi 11, 26 viene risolta supponendo che Abramo sia scritto per primo solo perché da lui discende il popolo ebraico, proprio come si è ipotizzato per Sem e visto per Isacco. Le due sequenze di patriarchi, infatti, sono molto simili: per i primi patriarchi si indica un solo figlio, solo per l'ultimo se ne indicano tre. Secondo questa interpretazione Terach avrebbe generato il primogenito Aran all'età di 70 anni e Abramo a 130, per cui Abramo raggiunse 75 anni proprio quando lasciò Carran (Genesi 12, 4). Questa differenza di età si accorda anche col fatto che i figli di Aran, Milca e Lot, sembrano poco più  giovani di Nacor e Abramo (Genesi 11, 28-31).
La LXX aggiunge circa 800 anni all'età dei patriarchi postdiluviani e pone questo evento circa nel 3412 AM.
La LXX, inoltre, inserisce un ulteriore patriarca dopo Arpacsad, di nome Cainan, in modo che il decimo patriarca mesopotamico sia Terach e, invece, Abramo sia il primo dei patriarchi nella terra di Canaan. Questo patriarca addizionale compare anche nel Libro dei Giubilei (8,1), oltre che nella genealogia di Gesù (Luca  3,36).

### I tre patriarchi nella terra di Canaan
Nel seguito i dati cronologici non sono più raccolti ordinatamente, ma sono sparsi in diversi passi:
- Abramo (1948-2123): Genesi 11, 26; 12, 4; 25, 7[35]
- Isacco (2048-2228): Genesi 21, 5; 35, 28[36]
- Giacobbe (2108-2255): Genesi 25, 26; 47, 28[37]

Abramo entrò nella terra di Canaan a 75 anni, nel 2023 AM del computo ebraico, e dopo 25 anni generò Isacco, che generò Giacobbe all'età di 60 anni. Giacobbe aveva centotrent'anni quando entrò in Egitto con la sua famiglia (Genesi 47, 8-9; 47, 28). Ciò avvenne dopo 25+60+130=215 anni dall'ingresso di Abramo in Canaan, ossia nell'anno 2238 dalla Creazione, cioè secondo il computo ebraico nel 3760-2238=1522 a.C. Secondo gli altri computi della data della creazione, sempre basati sulle date masoretiche, questa data potrebbe essere retrocessa di due o più secoli.

### Il soggiorno in Egitto
Secondo il libro dell'Esodo i discendenti di Giacobbe vissero in Egitto per 430 anni (Esodo 12,40-41). Questo periodo sembrerebbe iniziare dall'entrata di Giacobbe in Egitto; quindi, ne sarebbero usciti, guidati da Mosè, nell'anno 2668 dalla Creazione. Questa interpretazione produce molte contraddizioni con altre informazioni bibliche ed è, perciò, controversa. Secondo la maggior parte degli esegeti, infatti, i 430 anni devono essere contati dall'ingresso di Abramo nella terra di Canaan, che a quel tempo sarebbe stata soggetta all'Egitto. Ne danno conferma la Settanta e la Bibbia siriaca, che specificano che i 430 anni sono la durata del soggiorno in Egitto e in Canaan. Nel Nuovo Testamento anche San Paolo adotta questo calcolo (Gal 3,17). I 430 anni, quindi devono essere suddivisi in due periodi uguali di 215 anni, relativi al soggiorno dei patriarchi in Canaan o nei pressi (filistea, terra di Goshen) e a quello in Egitto. L'Esodo, perciò, si collocherebbe al 2453 AM, ma può esservi una differenza di circa 215 anni con altre cronologie. La tradizione ebraica ottiene una durata analoga ponendo l'Esodo 400 o 430 anni dopo la nascita di Isacco (cioè una durata del soggiorno in Egitto rispettivamente di 210 o di 240 anni).. Nella prima ipotesi (400 anni) l'Esodo cadrebbe nel 2448 AM.

### Dall'Esodo alla costruzione del tempio di Salomone
Secondo 1 Re 6, 1, il quarto anno di regno di Salomone, nel quale inizia la costruzione del Tempio di Gerusalemme, corrisponde al quattrocentottantesimo anno dall'uscita di Israele dall'Egitto, cioè al 2933 AM. Dato che l'avvio della costruzione può essere datata approssimativamente al 966 a.C., l'Esodo sarebbe avvenuto nel 1446 a.C. mentre la data della creazione sarebbe prossima al 3900 a.C..
Una indicazione analoga potrebbe essere ricavata sommando la durata degli eventi di tutto il periodo dalla morte di Giosuè a quella di Davide. Nel seguito, però, si mostra che essi assommano a 570 e non 476 anni. Questa discrepanza viene usualmente spiegata supponendo che alcuni periodi siano parzialmente sovrapposti e non consecutivi. I giudici, infatti, sono descritti come figure che governano solo alcune tribù e perciò potrebbero aver governato in parziale simultaneità.

#### L'entrata nella Terra promessa
Dopo l'Esodo gli ebrei vissero nel deserto per quarant'anni (Esodo 16, 35; Numeri 14, 33-34; 32, 13; Deuteronomio 1, 3; 2, 7; 8, 2-4; 29, 4; Giosuè 5, 6), al termine dei quali Mosè morì e il suo posto fu preso da Giosuè, che condusse gli ebrei nel paese d'Israele nell'anno 2708 dalla Creazione.

#### I Giudici
Il periodo successivo, quello dei giudici, prende l'avvio dalla morte di Giosuè, la cui data è, però, incerta. 
Giosuè, infatti, morì all'età di 110 anni (Giosuè 24, 29), ma la Bibbia non dice quando nacque, perciò non è possibile calcolare l'anno corrispondente. Tuttavia Caleb, che insieme a lui andò a esplorare il paese d'Israele dopo l'uscita degli ebrei dall'Egitto, aveva in quel momento quarant'anni (Numeri 13-14, Giosuè 14, 7); ipotizzando che Giosuè avesse circa la stessa età, si ottiene che sarebbe morto circa trent'anni dopo l'entrata in Israele.
Nel libro dei Giudici, che prende avvio dalla morte di Giosuè, sono dettagliati i seguenti periodi di tempo:
- Cusan-Risataim, re di Aram, opprime gli Israeliti per 8 anni (Giudici 3, 8[50]);
- Otniel sconfigge Cusan-Risataim e gli Israeliti vivono in pace per 40 anni, fino alla sua morte (3, 11[51]);
- Eglon, re di Moab, opprime gli Israeliti per 18 anni (3, 14[52]);
- Eud uccide Eglon e gli Israeliti vivono in pace per 80 anni (3, 30[53]);
- Samgar sconfigge i Filistei; non è indicato alcun periodo di tempo (3, 31[54]);
- Iabin, re di Canaan, opprime il paese per 20 anni (4, 3[55]);
- Barak, su comando della profetessa Debora, sconfigge Sisara, generale di Iabin, e il paese rimane in pace per 40 anni (5, 31[56]);
- i Madianiti opprimono Israele per 7 anni (6, 1[57]);
- Gedeone sconfigge i Madianiti e il paese rimane in pace per 40 anni, fino alla sua morte (8, 28[58]);
- Abimelech, figlio di Gedeone, governa Israele per 3 anni (9, 22[59]), poi muore in battaglia;
- Tola è giudice per 23 anni (10, 2[60]);
- Iair è giudice per 22 anni (10, 3[61]);
- Filistei e Ammoniti opprimono Israele per 18 anni (10, 8[62]);
- Iefte sconfigge gli Ammoniti ed è giudice per 6 anni (12, 7[63]); inoltre egli afferma che Israele abita il paese degli Amorrei, che aveva occupato dopo l'uscita dall'Egitto, da 300 anni (11, 26[64]);
- Ibsan è giudice per 7 anni (12, 9[65]);
- Elon è giudice per 10 anni (12, 11[66]);
- Abdon è giudice per 8 anni (12, 14[67]);
- i Filistei opprimono Israele per 40 anni (13, 1[68]);
- Sansone combatte i Filistei ed è giudice per 20 anni (16, 31[69]).

Si ottiene, sommando tutti questi periodi, un tempo di 410 anni; ma non è chiaro se intervallati a questi vi fossero altri periodi che non sono stati contati o se, al contrario, alcuni periodi possano essere stati parzialmente simultanei.
Altri periodi di tempo sono indicati nel Primo libro di Samuele:
- Eli è giudice per 40 anni (1 Samuele 4, 18[70]);
- dopo la morte di Eli l'Arca dell'Alleanza rimane a Kiriat-Iearim per 20 anni (1 Samuele 7, 2[71]);
- dopo un periodo imprecisato Samuele consacra Saul re di Israele (1 Samuele 9-10[72]). Termina così il periodo dei Giudici.

#### Il periodo della monarchia unita
Le date di alcuni eventi del periodo dei re di Israele e Giuda, per esempio la prima distruzione di Gerusalemme, sono conosciute anche tramite fonti storiche. Le informazioni contenute nella Bibbia, quindi, si possono integrare con le fonti storiche oggi note per far corrispondere i periodi di regno indicati dalla bibbia con le date del nostro calendario. Secondo la cronologia di William Albright da questa analisi risulta che:
- Saul è re per 20 anni (1 Samuele 13, 1[73]) e questo periodo va circa dal 1030 a.C. al 1000 a.C.
- dopo la morte di Saul, Davide diventa re di Giuda (2 Samuele 2, 4[74]), mentre Is-Bàal, figlio di Saul, gli succede nel regno sulle altre tribù di Israele (2 Samuele 2, 10[75]). In seguito Is-Baal viene ucciso e Davide riunifica il regno. Davide regna complessivamente 40 anni (2 Samuele 5, 4-5[76]; 1 Re 2, 11[77]), circa dal 1000 a.C. al 960 a.C.
- a Davide succede il figlio Salomone, che regna per 40 anni (1 Re 11, 42[78]), circa dal 960 a.C. al 920 a.C.

La costruzione del tempio, quindi sarebbe iniziata nel 956 a.C. Secondo le cronologie più recenti di Edwin Richard Thiele, di Gershon Galil, di Rodger Young e di Andrew Steinmann queste date devono essere arretrate di almeno dieci anni per cui l'ascesa al trono di Salomone sarebbe avvenuta nell'autunno del 971 a.C. (Il calendario usato da Salomone aveva il capodanno in autunno), mentre l'inizio della costruzione del Tempio risalirebbe ad almeno tre anni dopo ("nel quarto anno..."), cioè al 968-967 a.C.

### Dalla costruzione del Tempio alla sua distruzione
L'ancoraggio della cronologia assoluta a date storicamente accertate deve utilizzare la cronologia dei re di Israele e Giuda fino alla distruzione di Gerusalemme, un evento databile con certezza grazie alle fonti coeve babilonesi ed egiziane. La distruzione del Tempio da parte dei babilonesi è avvenuta nel 587 a.C. (o, secondo altri, più o meno un anno).  Proprio partendo da questa data certa e dalla cronologia dei regni si è potuto stimare la data del regno di Salomone sopra utilizzata (che trova tuttavia conferma in altri dati). Nella cronologia di William Albright, quindi, il periodo fra l'inizio della costruzione del Tempio e la sua distruzione dura 370 anni, che diventano 380 per Thiele e per Galil, mentre le fonti rabbiniche propongono valutazioni maggiori (410 secondo il Seder Olam Rabbah).

### La dominazione persiana
L'impero babilonese fu distrutto da Ciro il Grande nel 539 a.C. e sostituito dall'impero persiano che durò fino alla conquista macedone di Babilonia (331 a. C.), a cui seguì il dominio della dinastia seleucide (311 a.C.). Il dominio persiano, quindi, durò 208 anni, come confermato da numerose fonti storiche.
Questo periodo compare solo marginalmente nella Bibbia, che cita solo 4 re dei 10 che effettivamente ci furono (Libro di Ester, Libro di Daniele). La cronologia rabbinica, fra cui per primo il Seder Olam Rabbah, riduce la durata del dominio persiano a soli 52 anni.

## Le genealogie da Abramo a Gesù
Nel Nuovo Testamento non sono indicate date precise, ma le genealogie di Gesù riportate dagli evangelisti permettono di eseguire un calcolo approssimato: secondo Matteo (1,1-17) vi furono 42 generazioni da Abramo a Gesù, contando 40 anni per ogni generazione si ottengono 1680 anni. La genealogia di Luca (3,23-38) è diversa da quella di Matteo e conta da Abramo a Gesù 56 generazioni, contando sempre 40 anni per ciascuna si ottengono 2240 anni. Sommando a questi valori gli anni dalla creazione alla nascita di Abramo (1948) si ottiene rispettivamente 3628 e 4188.

### Riferimenti
1. ↑   La cronologia biblico-assira, Civiltà Cattolica, Vol. IX (1885), pp.203-204., su books.google.it. URL consultato il 30 dicembre 2014 (archiviato dall'url originale il 19 giugno 2015).
2. ↑    -  Jeremy Hughes, Secrets of the Times: Myth and History in Biblical Chronology, A&C Black, 1990. p. 257.
3. ↑   The Hebrew Calendar, su www.tondering.dk. URL consultato il 6 gennaio 2024.
4. ↑  Henry B. Smith Jr., The case for the Septuagint’s chronology in Genesis 5 and 11, in Proceedings of the Eighth International Conference on Creationism, ed. J.H. Whitmore, pp. 117–132. Pittsburgh, Pennsylvania: Creation Science Fellowship.
5. ↑  Creazione: una storia non raccontata
6. ↑   V. Grumel, La chronologie, 1958,  pp. 24-25.
7. ↑   Gn 5,5, su La Parola - La Sacra Bibbia in italiano in Internet.
8. ↑  Ariel Cohen,The Mystical Correspondence Between The Epoch Of The Hijra AndThe Biblical Year Of Creation Supported By A Tradition MentionedBy Abu Al-Fadl And Abd Al-Qadir Baduni", Journal of Astronomy and Earth Sciences Education, Vol.7, N°1 (2020).
9. ↑  Lavori di Maria de Agreda su Archive.org
10. ↑  Finegan, J. 1998. The Handbook of Biblical Chronology. Revised edition. Peabody, Massachusetts: Hendrickson Publishers, p. 145.
11. ↑  The Death Of Constantine, Donald M. Nicol, from The Immortal Emperor, Cambridge University Press, Canto edition, 1992, ISBN 0-521-41456-3.
12. ↑  A. L. d'Harmonville, Dizionario delle date, dei fatti, luoghi ed uomini storici o repertorio alfabetico di cronologia universale, Tomo III, Antonelli, Venezia, 1845, p. 150
13. ↑   Gn 1-2, su La Parola - La Sacra Bibbia in italiano in Internet.
14. ↑  F. X. Funk, Patres Apostolici, Tubingae 1901, vol. I, pp. 82-84.
15. ↑  Clemente Alex, Stromata 6, PG 9, 369, 376
16. ↑  Origene, Contra Celsum 6,60, PG 11, 1389.
17. ↑  Agostino, De Genesi ad litteram, 4, 33, 52 PL 34,318; 4, 22, 39 PL 34,312, ecc.
18. ↑  Tommaso d'Aquino, De Potentia, quaest. 4, a. 2
19. ↑   Gn 5, su La Parola - La Sacra Bibbia in italiano in Internet.
20. ↑   Gn 9, 28-29, su La Parola - La Sacra Bibbia in italiano in Internet.
21. ↑   Gn 7, 6; 7, 11, su La Parola - La Sacra Bibbia in italiano in Internet.
22. ↑   Gn 11, 10-32, su La Parola - La Sacra Bibbia in italiano in Internet.
23. ↑  Vedi pagina di discussione
24. ↑   Gn 11, 26, su La Parola - La Sacra Bibbia in italiano in Internet.
25. ↑   Gn 5, 32, su La Parola - La Sacra Bibbia in italiano in Internet.
26. ↑   Gn 11, 10, su La Parola - La Sacra Bibbia in italiano in Internet.
27. ↑   Gn 11, 10, su La Parola - La Sacra Bibbia in italiano in Internet.
28. ↑   1Cr 1, 28, su La Parola - La Sacra Bibbia in italiano in Internet.
29. ↑   Gn 10, 21, su La Parola - La Sacra Bibbia in italiano in Internet.
30. ↑   At 7, 4, su La Parola - La Sacra Bibbia in italiano in Internet.
31. ↑   Gn 11, 26, su La Parola - La Sacra Bibbia in italiano in Internet.
32. ↑   Gn 12, 4, su La Parola - La Sacra Bibbia in italiano in Internet.
33. ↑   Gn 11, 28-31, su La Parola - La Sacra Bibbia in italiano in Internet.
34. ↑   Lc 3,36, su La Parola - La Sacra Bibbia in italiano in Internet.
35. ↑   Gn 11, 26; 12, 4; 25, 7, su La Parola - La Sacra Bibbia in italiano in Internet.
36. ↑   Gn 21, 5; 35, 28, su La Parola - La Sacra Bibbia in italiano in Internet.
37. ↑   Gn 25, 26; 47, 28, su La Parola - La Sacra Bibbia in italiano in Internet.
38. ↑   Gn 47, 8-9; 47, 28, su La Parola - La Sacra Bibbia in italiano in Internet.
39. ↑   Es 12,40-41, su La Parola - La Sacra Bibbia in italiano in Internet.
40. ↑  Questo punto di vista è spiegato dettagliatamente per esempio in: La connessione cronologica di Mosè
41. ↑   Gal 3,17, su La Parola - La Sacra Bibbia in italiano in Internet.
42. ↑   1re 6, 1, su La Parola - La Sacra Bibbia in italiano in Internet.
43. ↑   Es 16, 35, su La Parola - La Sacra Bibbia in italiano in Internet.
44. ↑   Nm 14, 33-34; 32, 13, su La Parola - La Sacra Bibbia in italiano in Internet.
45. ↑   Dt 1, 3; 2, 7; 8, 2-4; 29, 4, su La Parola - La Sacra Bibbia in italiano in Internet.
46. ↑   Gs 5, 6, su La Parola - La Sacra Bibbia in italiano in Internet.
47. ↑   Gs 24, 29, su La Parola - La Sacra Bibbia in italiano in Internet.
48. ↑   Nm 13-14, su La Parola - La Sacra Bibbia in italiano in Internet.
49. ↑   Gs 14, 7, su La Parola - La Sacra Bibbia in italiano in Internet.
50. ↑   Gc 3, 8, su La Parola - La Sacra Bibbia in italiano in Internet.
51. ↑   Gc 3, 11, su La Parola - La Sacra Bibbia in italiano in Internet.
52. ↑   Gc 3, 14, su La Parola - La Sacra Bibbia in italiano in Internet.
53. ↑   Gc 3, 30, su La Parola - La Sacra Bibbia in italiano in Internet.
54. ↑   Gc 3, 31, su La Parola - La Sacra Bibbia in italiano in Internet.
55. ↑   Gc 4, 3, su La Parola - La Sacra Bibbia in italiano in Internet.
56. ↑   Gc 5, 31, su La Parola - La Sacra Bibbia in italiano in Internet.
57. ↑   Gc 6, 1, su La Parola - La Sacra Bibbia in italiano in Internet.
58. ↑   Gc 8, 28, su La Parola - La Sacra Bibbia in italiano in Internet.
59. ↑   Gc 9, 22, su La Parola - La Sacra Bibbia in italiano in Internet.
60. ↑   Gc 10, 2, su La Parola - La Sacra Bibbia in italiano in Internet.
61. ↑   Gc 10, 3, su La Parola - La Sacra Bibbia in italiano in Internet.
62. ↑   Gc 10, 8, su La Parola - La Sacra Bibbia in italiano in Internet.
63. ↑   Gc 12, 7, su La Parola - La Sacra Bibbia in italiano in Internet.
64. ↑   Gc 11, 26, su La Parola - La Sacra Bibbia in italiano in Internet.
65. ↑   Gc 12, 9, su La Parola - La Sacra Bibbia in italiano in Internet.
66. ↑   Gc 12, 11, su La Parola - La Sacra Bibbia in italiano in Internet.
67. ↑   Gc 12, 14, su La Parola - La Sacra Bibbia in italiano in Internet.
68. ↑   Gc 13, 1, su La Parola - La Sacra Bibbia in italiano in Internet.
69. ↑   Gc 16, 31, su La Parola - La Sacra Bibbia in italiano in Internet.
70. ↑   1sam 4, 18, su La Parola - La Sacra Bibbia in italiano in Internet.
71. ↑   1sam 7, 2, su La Parola - La Sacra Bibbia in italiano in Internet.
72. ↑   1sam 9-10, su La Parola - La Sacra Bibbia in italiano in Internet.
73. ↑   1sam 13, 1, su La Parola - La Sacra Bibbia in italiano in Internet.
74. ↑   2sam 2, 4, su La Parola - La Sacra Bibbia in italiano in Internet.
75. ↑   2sam 2, 10, su La Parola - La Sacra Bibbia in italiano in Internet.
76. ↑   2sam 5, 4-5, su La Parola - La Sacra Bibbia in italiano in Internet.
77. ↑   1re 2, 11, su La Parola - La Sacra Bibbia in italiano in Internet.
78. ↑   1re 11, 42, su La Parola - La Sacra Bibbia in italiano in Internet.
79. ↑   Mt 1,1-17, su La Parola - La Sacra Bibbia in italiano in Internet.
80. ↑   Lc 3,23-38, su La Parola - La Sacra Bibbia in italiano in Internet.